# Chris Garner
Christopher Winslow "Chris" Garner, (nacido el 2 de febrero de 1975 en Memphis, Tennessee) es un exjugador de baloncesto estadounidense. Con 1.78 metros de estatura, jugaba en la posición de base. 

## Trayectoria profesional
- Skallagrimur UMFS (1997)
- Toronto Raptors (1997-1998)
- Idaho Stampede (1998-1999)
- Fort Wayne Fury (1999)
- Quad City Thunder (1999)
- Zalgiris Kaunas (1999-2000)
- Memphis Houn'Dawgs  (2000-2001)
- Quad City Thunder (2001)
- Golden State Warriors  (2001)
- STB Le Havre (2001)
- Columbus Riverdragons (2001-2002)
- Idaho Stampede (2002-2003)
- Cocodrilos de Caracas (2003)
- Yakima Sun Kings (2003)
- Maccabi Rishon LeZion (2004)
- Maccabi Givat Shmuel (2004-2005)
- Racing París (2005)
- Larissa BC (2005-2006)
- Cholet Basket (2006)
- AE Apollon Patras (2007)
- A.E. Achilleas Kaïmakliou (2007-2008)
- Świecie (2008)
- Kwidzyn (2008-2009)
- A.E. Achilleas Kaïmakliou (2009-2010)